# 沙尔姆
沙尔姆（法語：Charmes，法語發音：[ʃaʁm] ⓘ），法国东北部城市，大东部大区孚日省的一个市镇，隶属于埃皮纳勒区，其市镇面积为23.49平方公里，2022年1月1日时人口数量为4,489人，在法国城市中排名第2,406位。
沙尔姆位于孚日省北部，摩泽尔河畔，北侧与默尔特-摩泽尔省接壤，是一个区域性的中心城市，被称为“孚日省北大门”，多条公路在此交汇。

## 地名来源
“Charmes”一名的来源及含义均尚有待考证。法国中部的阿列省亦有同名市镇。
沙尔姆在部分场合又被称为“Charmes-sur-Moselle”。

## 历史

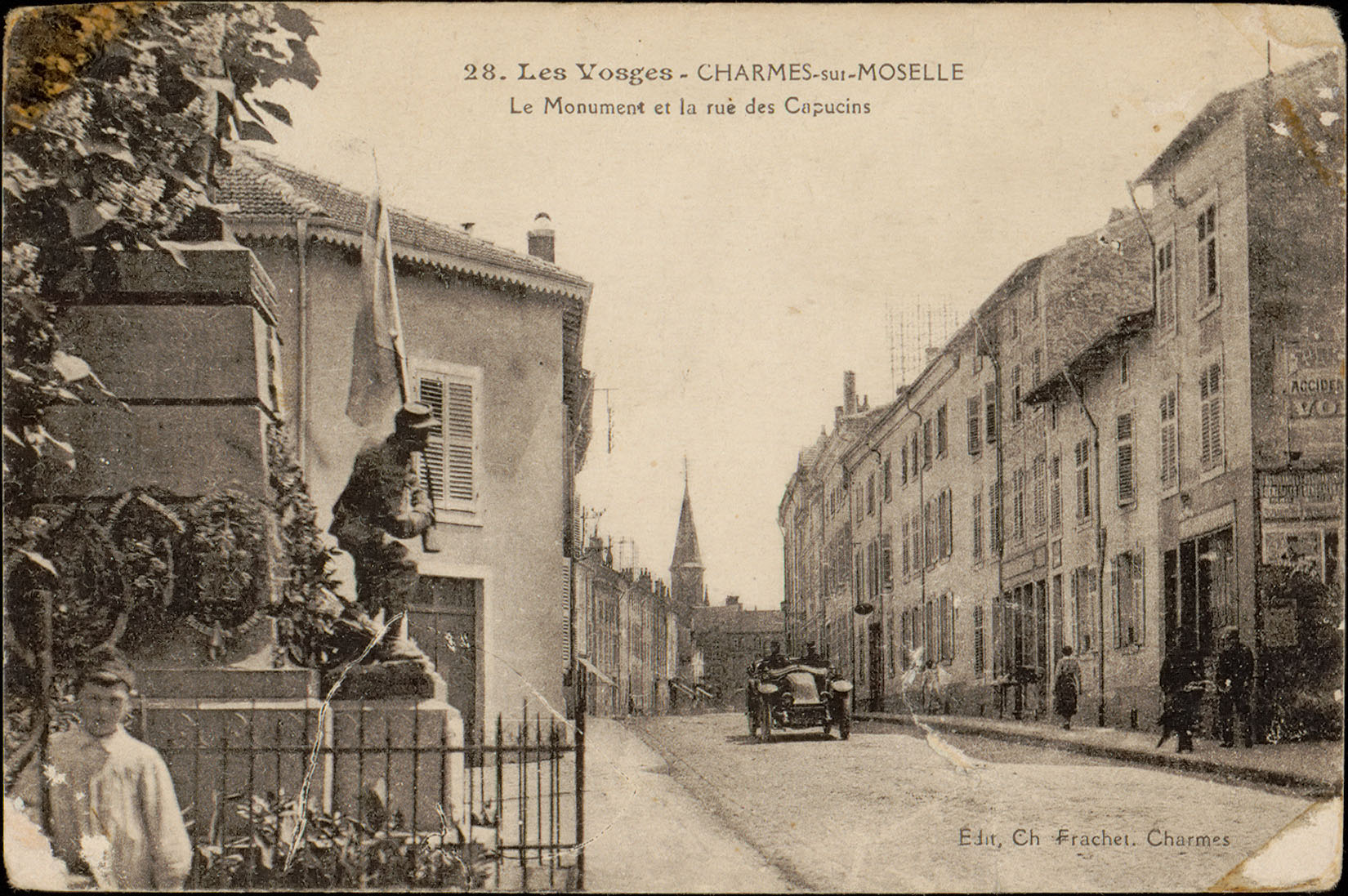
19世纪末或20世纪初的沙尔姆街头

沙尔姆的早期历史尚不清楚。根据当地官方网站的论述，沙尔姆最初于公元11世纪被记载，彼时图勒主教在此地兴建了一处军事城堡用于抵抗匈牙利军队。1269年，沙尔姆获得市镇自由贸易宪章。1301年，沙尔姆领主与洛林公爵联姻，沙尔姆成为洛林公国的一部分。中世纪末期，沙尔姆地区遭遇黑死病疫情。1475年，大胆查理率领勃艮第军队占领并烧毁了沙尔姆，南锡战役结束后，勃艮第公国灭亡，沙尔姆重归洛林。在洛林公爵勒内二世的支持下，沙尔姆镇中心的圣尼古拉教堂于1493年建成。16世纪时，沙尔姆城墙得到扩建。三十年战争期间，黎塞留与洛林公爵查理四世于1633年签署《沙尔姆条约》，沙尔姆及洛林南部多个地区由此划入法兰西王国。但此后查理四世并未遵守该条约，路易十四于1635年派出加雄骑兵团强制占领了沙尔姆，当地城墙和城堡被拆除。1766年，沙尔姆及整个洛林公国被法兰西王国继承。法国大革命后，沙尔姆成为孚日省的一个市镇。工业革命期间，沿摩泽尔河开凿的运河及布兰维尔-达姆勒维耶尔—吕尔铁路相继建成。普法战争期间，沙尔姆被普鲁士军队占领，后者直至1873年才完全撤离。1914年8月，德军第6和第7軍團在企图由沙尔姆附近西进时被法军成功拦截。1944年9月，纳粹德军烧毁了沙尔姆的一处集中营，造成157名平民遇难。沙尔姆战后重建工程于1947年启动，并于1952年完成。2000至2016年间，沙尔姆曾为摩泽尔河中游市镇公共社区的办公驻地。
在历史文化研究方面，沙尔姆的民间地方史爱好者组建有“沙尔姆地区历史与家谱社团”（Cercle Généalogique et Historique du Pays de Charmes）。

## 地理

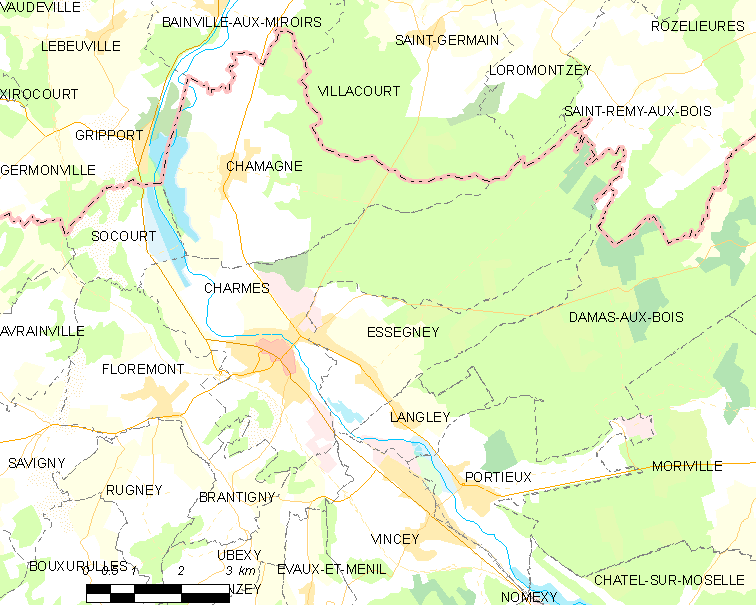
沙尔姆市镇范围地图

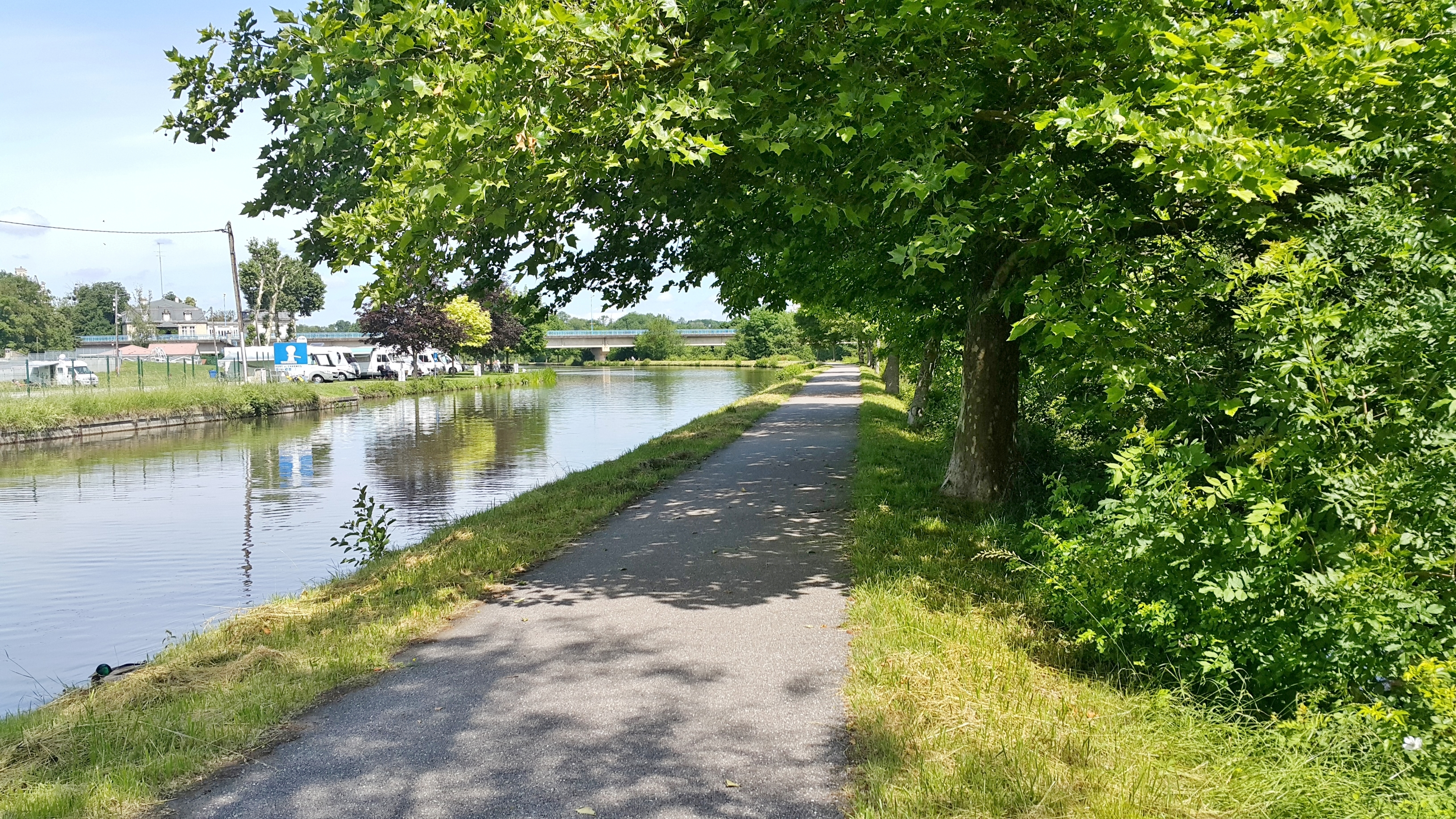
孚日运河沙尔姆段

沙尔姆位于法国东北部，大东部大区中东部和孚日省北部，距离省会埃皮纳勒大约29公里。与沙尔姆接壤的市镇包括：索库尔、沙马涅、圣日耳曼、圣雷米欧布瓦、弗洛雷蒙、吕涅、埃斯涅、布朗蒂尼、万塞和于布西。

### 地形
沙尔姆位于洛林高原腹地，境内以平原和浅丘为主，市镇中心地势较为平坦，西南部有一处被标记为“Haut du Mont”的独立小丘，全境海拔在258到385米之间。

### 水文
摩泽尔河干流自南向北流经沙尔姆镇中心东侧，人工开凿的孚日运河从该河左岸与之平行。河流右岸有一处被称为“Étang de Charmes”的水塘。

### 植被
沙尔姆属于温带阔叶混交林区，林地多分布于河流附近及坡地地带，市镇范围东北部为沙尔姆森林（Forêt de Charmes）。
在鲜花城市的评比中，沙尔姆被评为1星级鲜花城市。

### 气候
沙尔姆在柯本气候分类法中属于带有大陆性特征的温带海洋性气候（Cfb）。
距离沙尔姆最近的常年气象站位于米尔库境内，以下为该气象站的数据（其中日照数据取自埃皮纳勒气象站）：
| 米尔库 1981年－2019年 | 米尔库 1981年－2019年 | 米尔库 1981年－2019年 | 米尔库 1981年－2019年 | 米尔库 1981年－2019年 | 米尔库 1981年－2019年 | 米尔库 1981年－2019年 | 米尔库 1981年－2019年 | 米尔库 1981年－2019年 | 米尔库 1981年－2019年 | 米尔库 1981年－2019年 | 米尔库 1981年－2019年 | 米尔库 1981年－2019年 | 米尔库 1981年－2019年 |
| 月份                  | 1月                   | 2月                   | 3月                   | 4月                   | 5月                   | 6月                   | 7月                   | 8月                   | 9月                   | 10月                  | 11月                  | 12月                  | 全年                  |
| --------------------- | --------------------- | --------------------- | --------------------- | --------------------- | --------------------- | --------------------- | --------------------- | --------------------- | --------------------- | --------------------- | --------------------- | --------------------- | --------------------- |
| 历史最高温 °C（°F）   | 16 (61)               | 19 (66)               | 24.5 (76.1)           | 28.4 (83.1)           | 32.5 (90.5)           | 35 (95)               | 39.6 (103.3)          | 39.5 (103.1)          | 32.8 (91.0)           | 26.9 (80.4)           | 23 (73)               | 17.8 (64.0)           | 39.6 (103.3)          |
| 平均高温 °C（°F）     | 4.5 (40.1)            | 6.4 (43.5)            | 10.9 (51.6)           | 14.9 (58.8)           | 19.4 (66.9)           | 22.7 (72.9)           | 25.1 (77.2)           | 24.7 (76.5)           | 20.3 (68.5)           | 15.1 (59.2)           | 8.9 (48.0)            | 5.2 (41.4)            | 14.8 (58.6)           |
| 日均气温 °C（°F）     | 1.4 (34.5)            | 2.4 (36.3)            | 5.8 (42.4)            | 8.8 (47.8)            | 13.3 (55.9)           | 16.5 (61.7)           | 18.7 (65.7)           | 18.2 (64.8)           | 14.4 (57.9)           | 10.5 (50.9)           | 5.4 (41.7)            | 2.4 (36.3)            | 9.8 (49.6)            |
| 平均低温 °C（°F）     | −1.7 (28.9)           | −1.6 (29.1)           | 0.8 (33.4)            | 2.8 (37.0)            | 7.2 (45.0)            | 10.2 (50.4)           | 12.2 (54.0)           | 11.7 (53.1)           | 8.6 (47.5)            | 5.9 (42.6)            | 2 (36)                | −0.4 (31.3)           | 4.8 (40.6)            |
| 历史最低温 °C（°F）   | −23 (−9)              | −23.8 (−10.8)         | −18 (0)               | −8.3 (17.1)           | −4 (25)               | −0.5 (31.1)           | 2.5 (36.5)            | 1.8 (35.2)            | −3 (27)               | −8 (18)               | −13.5 (7.7)           | −22 (−8)              | −23.8 (−10.8)         |
| 平均降水量 mm（）     | 76.9 (3.03)           | 64.4 (2.54)           | 69.4 (2.73)           | 61.2 (2.41)           | 81.6 (3.21)           | 77.8 (3.06)           | 69.5 (2.74)           | 73.5 (2.89)           | 80.9 (3.19)           | 87.5 (3.44)           | 79.6 (3.13)           | 91.5 (3.60)           | 913.8 (35.98)         |
| 月均日照時數          | 84.6                  | 77.8                  | 121.4                 | 167.7                 | 179.8                 | 238.7                 | 238.2                 | 216.4                 | 159.7                 | 112.9                 | 49                    | 53.6                  | 1,699.8               |
| 来源：infoclimat.fr   |                       |                       |                       |                       |                       |                       |                       |                       |                       |                       |                       |                       |                       |

## 行政区划
沙尔姆的市镇编号为88090，邮政编号为88130。
在行政管理方面，沙尔姆隶属于法国大东部大区孚日省埃皮纳勒区；在地方选举方面，沙尔姆是沙尔姆县的中央投票站所在地，其市镇范围全境被划入孚日省第四选区；在社会管理方面，沙尔姆是埃皮纳勒城市圈公共社区的组成部分。
截至2024年1月，沙尔姆市镇范围内暂无任何城市敏感街区及城市政策优先街区。
法国国家统计与经济研究所（简称）在进行数据统计时，将沙尔姆及相邻的另外两个市镇设为沙尔姆城市核心区（Unité urbaine de Charmes），未将沙尔姆划入任何城市区（Aire urbaine）。自2020年起，包含沙尔姆在内的10个市镇的被设立为沙尔姆城市辐射区。此外，还将沙尔姆市镇整体看作一个“块区”（IRIS），以便于统计人口分布情况。

## 交通

### 公路
法国国道N57线（快速公路）从沙尔姆市区西南部过境，设有出入口连接市区；另有孚日省省道D9线、D28线、D32线、D36线、D55线和D157线在沙尔姆境内交汇。大东部大区公共交通（商业名称为“Fluo”）下属的孚日省城际客运提供途径沙尔姆的定制校车巴士线路。
| 10 | 40 |

|  | 29 |

| 埃皮纳勒 | 30 |

| 塔翁莱孚日 | 20 |

| 南锡 | 46 |

| 巴永 | 13 |

| 孚日圣迪耶 | 58 |

| 米尔库 | 19 |

2020年，68.4%的沙尔姆家庭拥有至少一辆私人汽车。2021年，沙尔姆境内共发生各类交通事故1起，造成1人受伤。

### 铁路

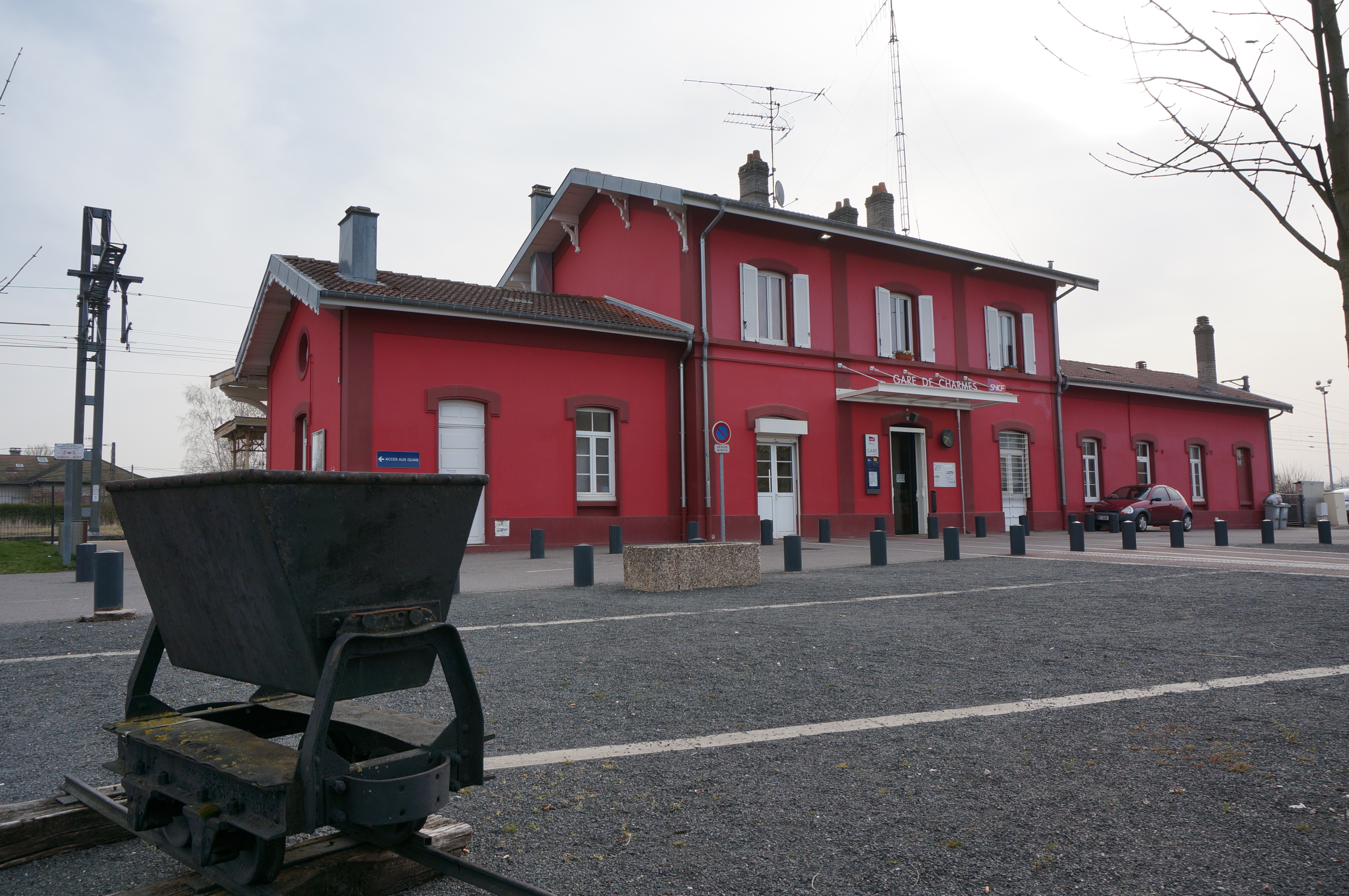
沙尔姆火车站的主站房

沙尔姆位于布兰维尔-达姆勒维耶尔—吕尔铁路上，历史上还有沙尔姆—朗贝维莱尔铁路在此交汇。沙尔姆站位于市区东北部，摩泽尔河右岸，该站停靠往返于南锡和埃皮纳勒一线的区域列车，部分班次可直通勒米尔蒙及梅斯。

### 航空
沙尔姆距离洛林机场的公路里程大约89公里。

### 城市公共交通
截至2024年1月，沙尔姆暂无城市公共交通系统。

## 政治

### 市政内阁

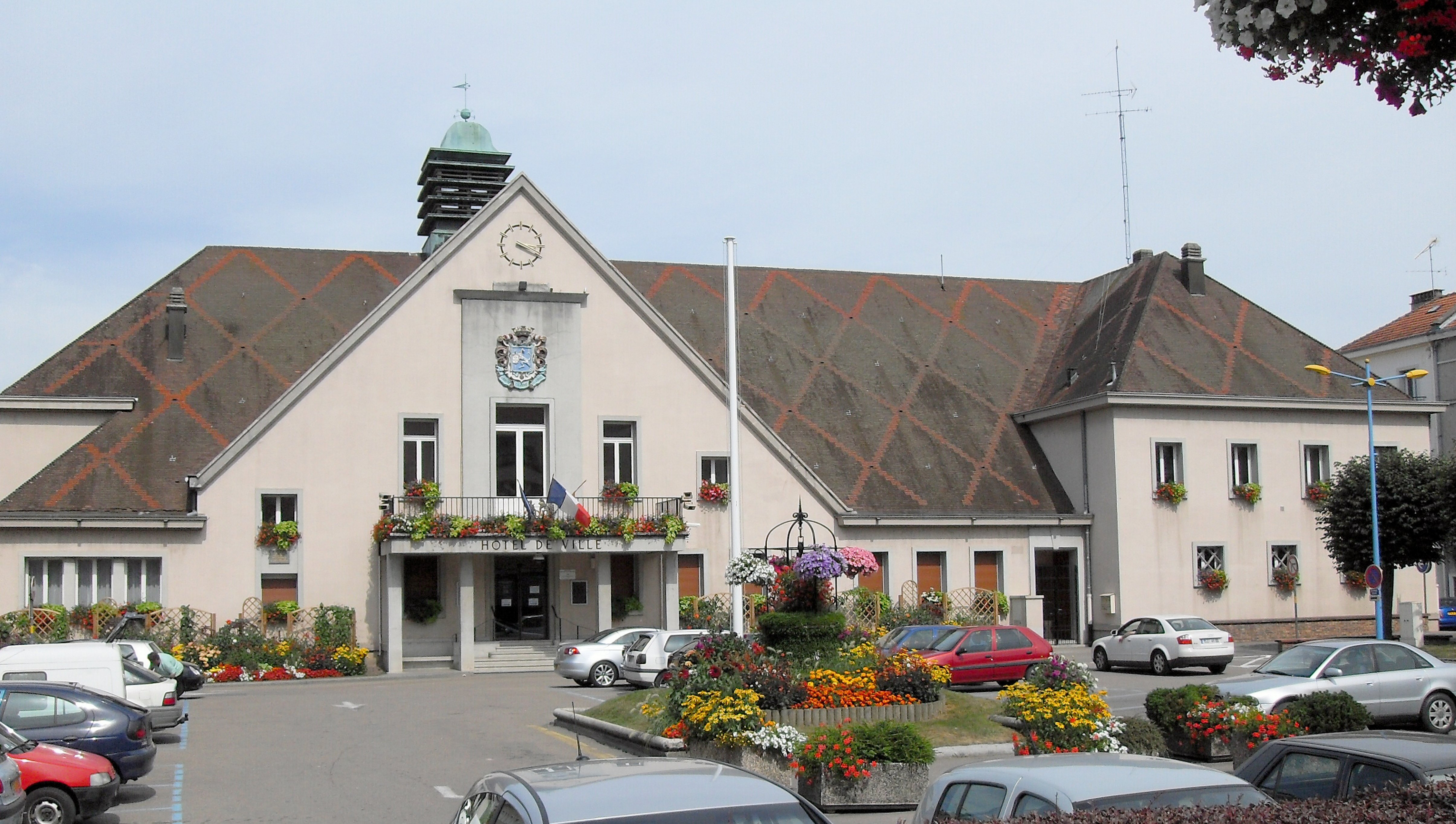
沙尔姆市政厅

沙尔姆的现任市长为拉法埃尔·米谢莱先生（Raphaël MICHELET），他是一名无党派人士，自2023年6月起担任市长职务；其前任为帕特里克·伯夫先生（Patrick BOEUF），他是一名右翼无党派人士，在2020年的市政选举中获得了48.03%的支持率。
| 沙尔姆历届市长 | 沙尔姆历届市长                         | 沙尔姆历届市长                     |
| 任期           | 市长                                   | 党派                               |
| -------------- | -------------------------------------- | ---------------------------------- |
| 1944年－1945年 | René FAFOURNOUX 勒内·法富尔努          | 不详                               |
| 1945年－1947年 | Georges PAULY 乔治·保利                | 不详                               |
| 1947年－1954年 | René DIDIERJEAN 勒内·迪迪埃让          | 不详                               |
| 1954年－1959年 | Georgette DIDIERJEAN 若尔热特·迪迪埃让 | 不详                               |
| 1959年－1965年 | Gaston ARNOULD 加斯东·阿尔努           | 不详                               |
| 1965年－1989年 | Marcel GOURMAND 马塞尔·古尔芒          | UDR共和国保卫联盟 →RPR保衛共和聯盟 |
| 1989年－1992年 | Jean FELTEN 让·费尔唐                  | RPR保衛共和聯盟                    |
| 1992年－2001年 | Marcel MARTIN 马塞尔·马丁              | Centriste中间派                    |
| 2001年－2014年 | Gilbert CLAUDEL 吉尔贝·克洛岱尔        | PS社会党                           |
| 2014年－2020年 | Robert COLIN 罗贝尔·科兰               | UDI民主人士和独立人士联盟          |
| 2020年－2023年 | Patrick BOEUF 帕特里克·伯夫            | DVD右翼无党派人士                  |
| 2023年－       | Raphaël MICHELET 拉法埃尔·米谢莱       | 無黨籍                             |

### 各级选举
| 沙尔姆历届投票选举结果 | 沙尔姆历届投票选举结果 | 沙尔姆历届投票选举结果 | 沙尔姆历届投票选举结果        | 沙尔姆历届投票选举结果        | 沙尔姆历届投票选举结果 | 沙尔姆历届投票选举结果        | 沙尔姆历届投票选举结果        | 沙尔姆历届投票选举结果 | 沙尔姆历届投票选举结果 |
| 选举项目               | 选举范围               | 选区单位               | 选区单位内的选举结果          | 选区单位内的选举结果          | 选区单位内的选举结果   | 选区单位内的选举结果          | 选区单位内的选举结果          | 选区单位内的选举结果   | 参考资料               |
| 选举项目               | 选举范围               | 选区单位               | 第一轮胜出者                  | 第一轮胜出者                  | 支持率                 | 第二轮胜出者                  | 第二轮胜出者                  | 支持率                 | 参考资料               |
| ---------------------- | ---------------------- | ---------------------- | ----------------------------- | ----------------------------- | ---------------------- | ----------------------------- | ----------------------------- | ---------------------- | ---------------------- |
| 2017年法國總統選舉     | 法國                   | 市镇                   |                               | 玛丽娜·勒庞                   | 33.02%                 |                               | 玛丽娜·勒庞                   | 51.62%                 | [ 27 ]                 |
| 2017年法国立法选举     | 孚日省第四选区         | 市镇                   |                               | 若尔丹·格罗斯-克鲁恰尼        | 22.57%                 |                               | 克里斯蒂安·弗朗克维尔         | 51.8%                  | [ 27 ]                 |
| 2019年欧洲议会选举     | 法國                   | 市镇                   |                               | 若尔丹·巴尔代拉               | 34.54%                 | （不适用）                    | （不适用）                    | （不适用）             | [ 29 ]                 |
| 2021年法国省级选举     |                        | 县                     |                               | 马尔蒂娜·布利亚 埃里克·雅科泰 | 31.33%                 |                               | 马尔蒂娜·布利亚 埃里克·雅科泰 | 65.76%                 | [ 30 ]                 |
| 2021年法国省级选举     | 市镇                   |                        | 马尔蒂娜·布利亚 埃里克·雅科泰 | 25.29%                        |                        | 马尔蒂娜·布利亚 埃里克·雅科泰 | 65.89%                        |                        | [ 30 ]                 |
| 2021年法国大区选举     | 大東部大區             | 市镇                   |                               | 让·罗特纳                     | 29.22%                 |                               | 让·罗特纳                     | 36.79%                 | [ 31 ]                 |
| 2022年法国总统选举     | 法國                   | 市镇                   |                               | 玛丽娜·勒庞                   | 37.96%                 |                               | 玛丽娜·勒庞                   | 57.91%                 | [ 27 ]                 |
| 2022年法国立法选举     | 孚日省第四选区         | 市镇                   |                               | 塞巴斯蒂安·安贝尔             | 32.21%                 |                               | 塞巴斯蒂安·安贝尔             | 51.98%                 | [ 27 ]                 |

## 人口
2020年，沙尔姆市镇人口数量为4,625，在法国排名第2,406位。其中男性2,204人，女性2,421人，75岁及以上人口占8.5%，外籍人口数量为128人，人口密度为197人/平方公里，当地居民被称为（男性）或（女性）。Nssces(2022)年，沙尔姆境内出生53人，死亡人口72人。
| 沙尔姆1901年－2021年人口变化情况 |
|                                  |
| 数据来源：Cassini、INSEE         |

## 经济

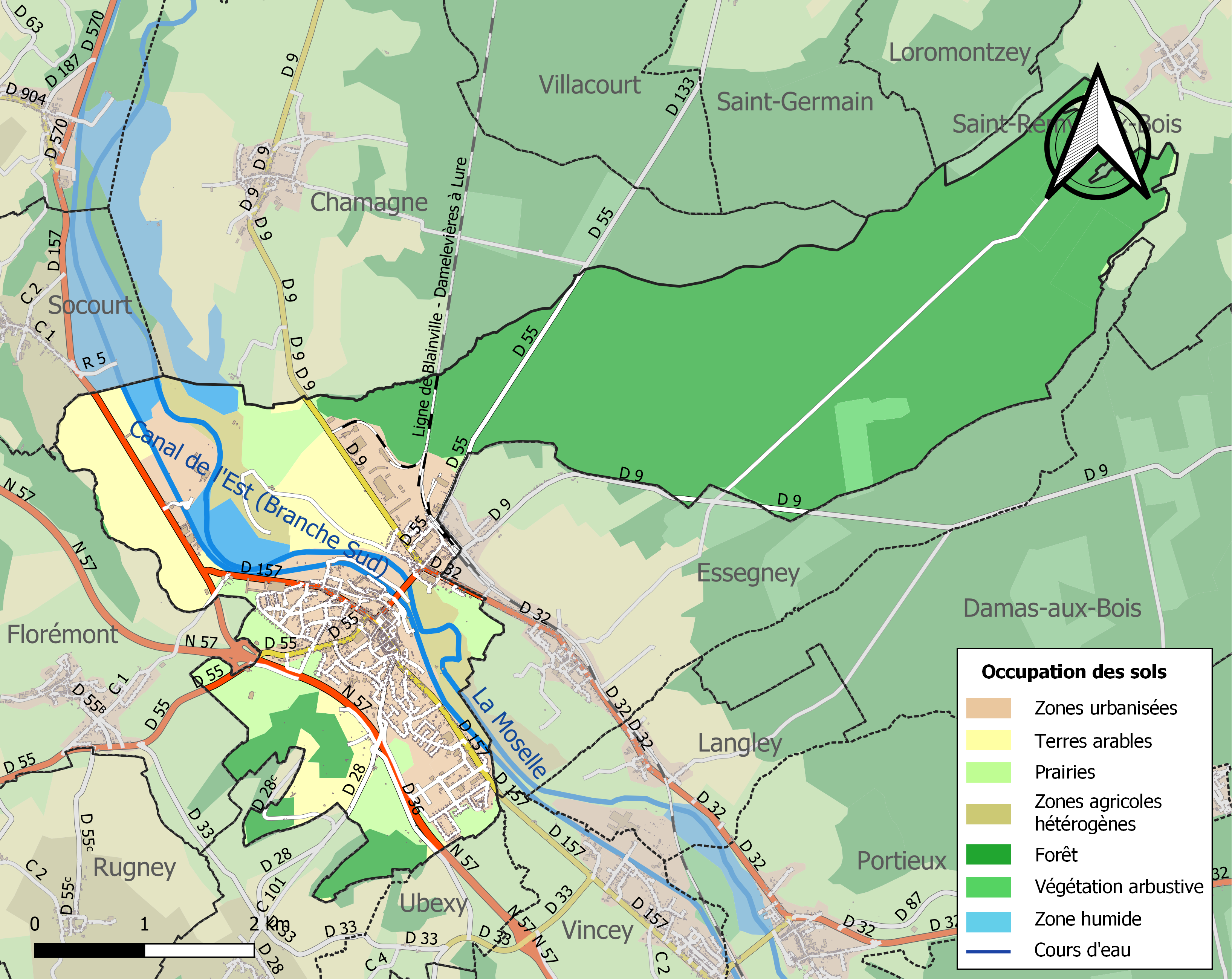
沙尔姆土地利用情况地图

沙尔姆是一个区域性的中心城市。截至2024年1月，沙尔姆市镇范围内共有各类用人单位（包含自雇）656家，平均历史为17年，均为中小型企业（PME），2023年11月至2024年1月间，当地的经济活力指数为0.15%。（大型零售）、（采石）及（金属部件生产）是当地2021年营业额最高的三个企业，分别为29,384,823欧元、12,110,181欧元和7,698,980欧元。

## 财政与居民收入
2021年，沙尔姆的财政收入总额为4,686,830欧元，财政支出总额为4,639,070欧元，当年的债务总额为1,251,090欧元。2021年，沙尔姆市镇通过增值税获得184,360欧元的收入，此外当地还共获得了241,450欧元的国家直接财政补助。
| 沙尔姆居民收入情况                               | 沙尔姆居民收入情况 | 沙尔姆居民收入情况    | 沙尔姆居民收入情况 |
| 内容                                             | 沙尔姆             | 法国                  | 统计年份           |
| ------------------------------------------------ | ------------------ | --------------------- | ------------------ |
| 征税家庭总数                                     | 2,091              | 1,081（法国市镇平均） | 2022年             |
| 居民平均月收入                                   | 2,116欧元          | 2,435欧元             | 2022年             |
| 高级职员人均月收入                               | 3,894欧元          | 4,331欧元             | 2021年             |
| 中级职员人均月收入                               | 2,283欧元          | 2,470欧元             | 2021年             |
| 普通职员人均月收入                               | 1,706欧元          | 1,801欧元             | 2021年             |
| 贫困率                                           | 22%                | 14.5%                 | 2020年             |
| 青壮年（15至64岁）失业率                         | 14.2%              | 7.4%                  | 2020年             |
| 征税家庭数量占比                                 | 35.0%              | 45.5%                 | 2020年             |
| 家庭年均纳税                                     | 2,724欧元          | 4,393欧元             | 2022年             |
| 资料来源：INSEE、L'Internaute、Le Journal du Net |                    |                       |                    |

## 社会事务

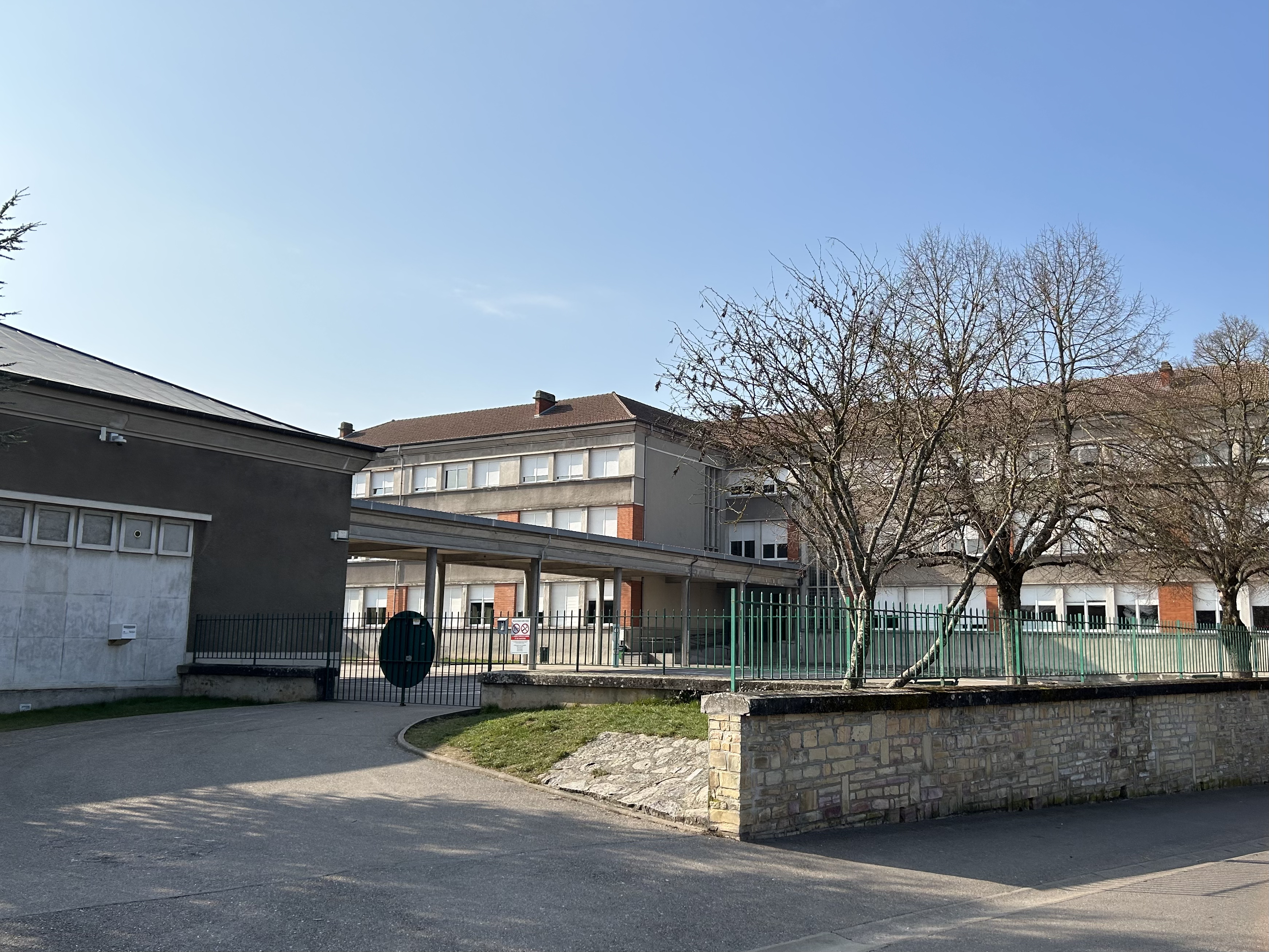
沙尔姆的一所学校

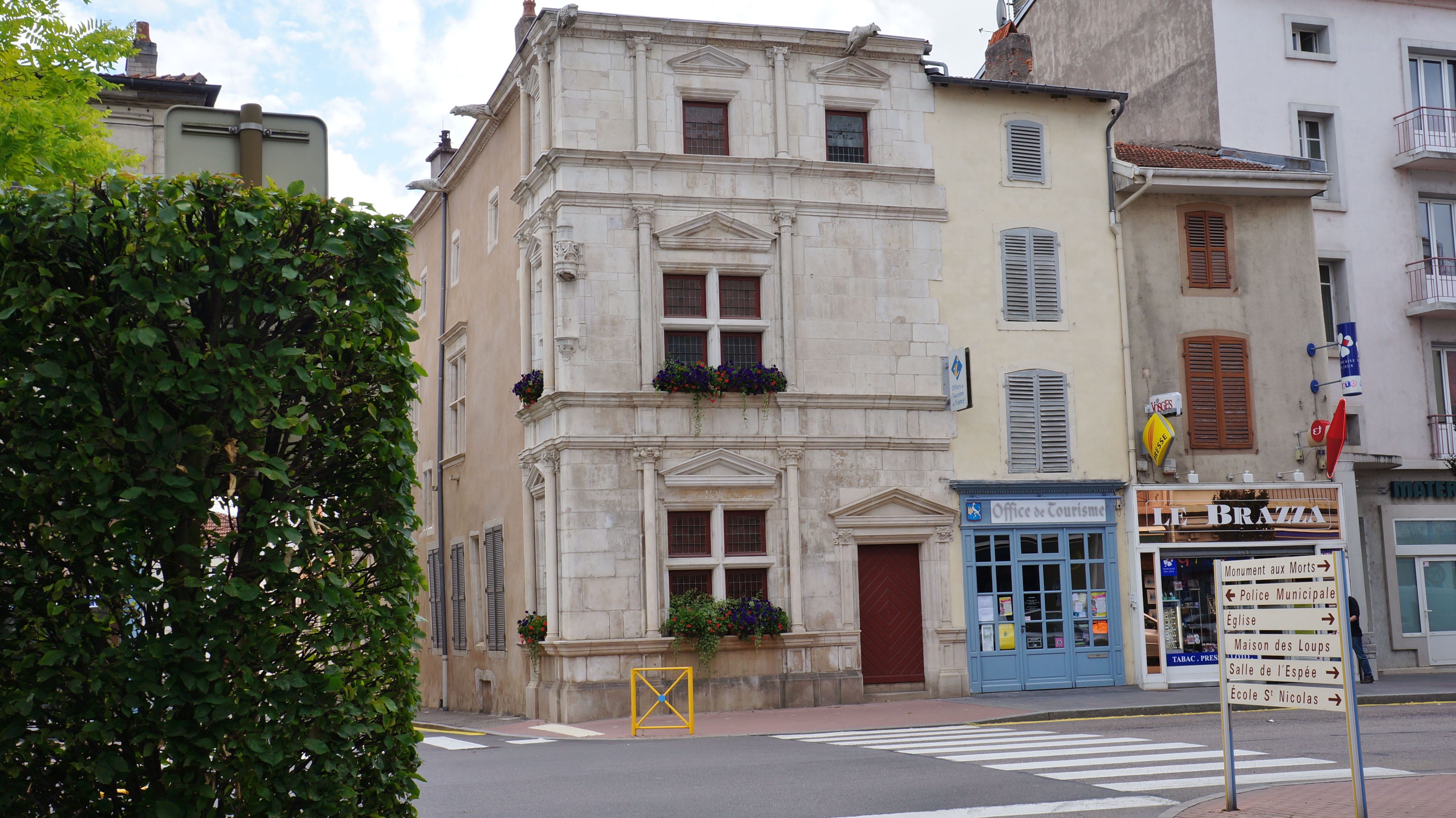
沙尔德龙楼

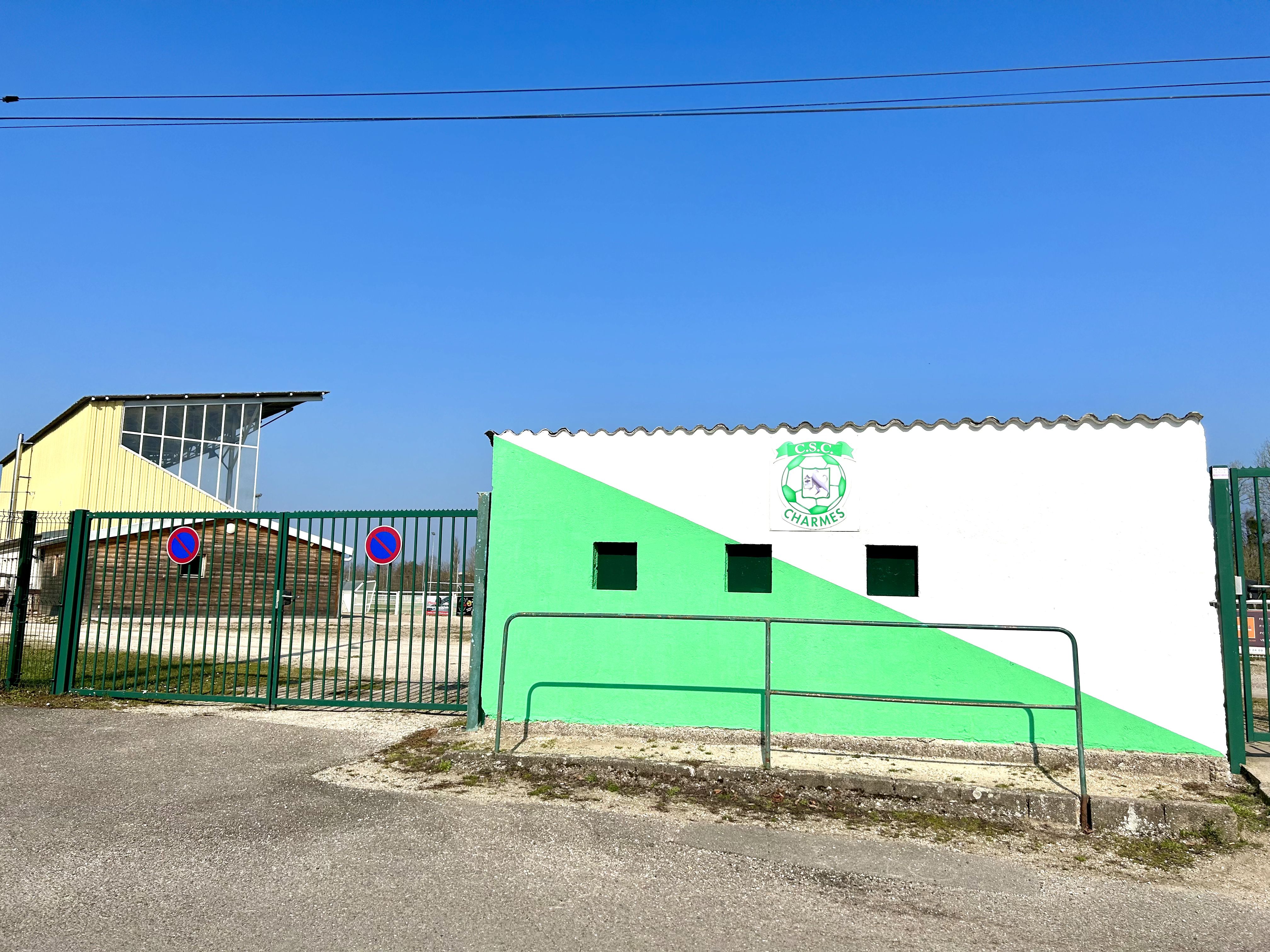
沙尔姆体育俱乐部

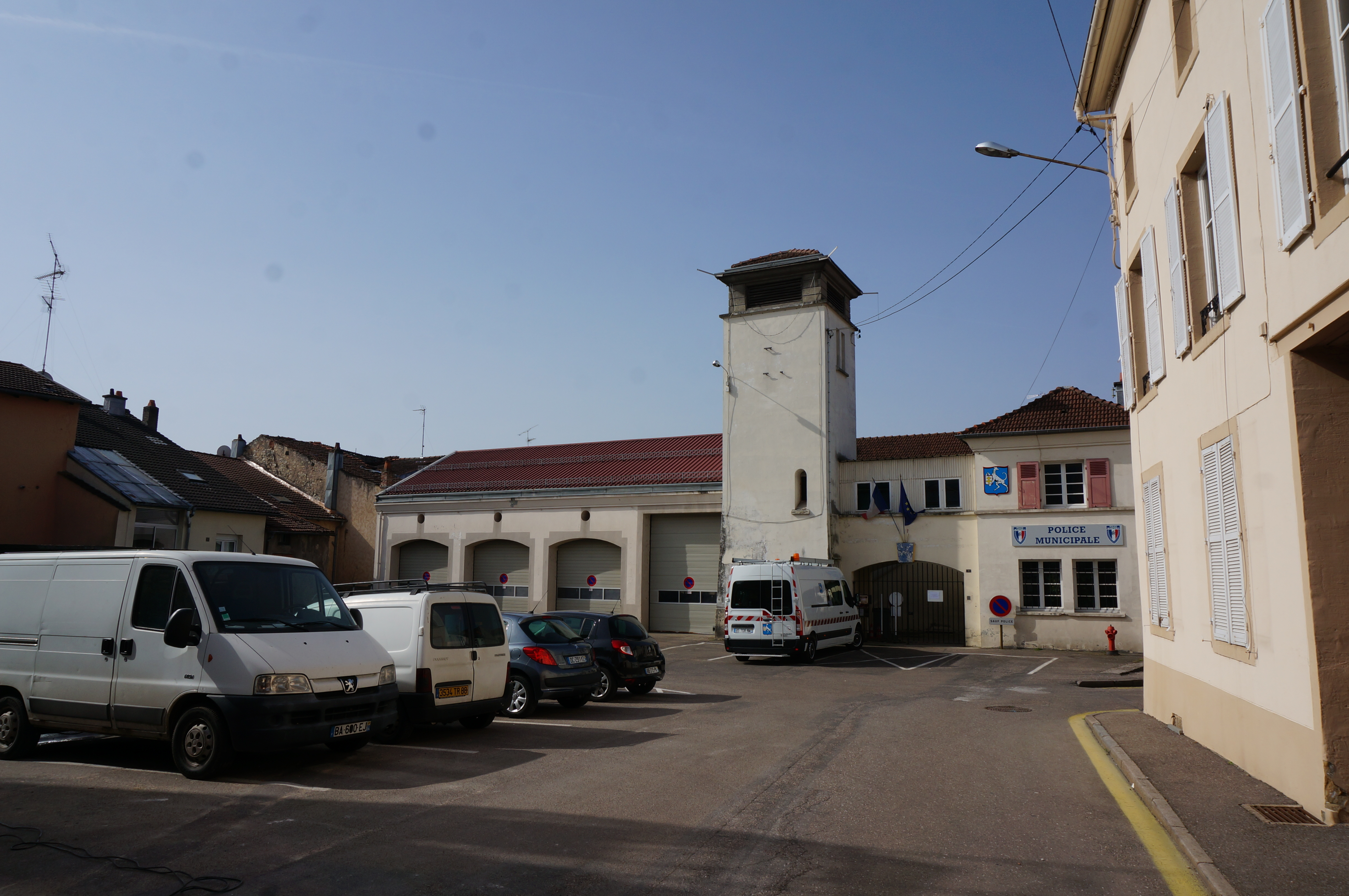
沙尔姆市政警局

### 教育
沙尔姆属于南锡-梅斯学区。截至2021年1月1日，沙尔姆境内共有1所幼儿园、3所小学和1所初级中学。2021至2022学年度，沙尔姆境内共有在校中等教育阶段学生464名。

### 医疗
截至2021年1月1日，沙尔姆境内共有全科医生8名、保健师7名、牙医7名和护士12名。境内共有药房3家、养老院1家。
距离沙尔姆最近的区域性医疗机构为埃皮纳勒中心医院，其下属的戈尔贝病区（site Golbey）位于戈尔贝境内，距离沙尔姆市区的正常车程大约22分钟，该院设有床位285个。

### 住房
2020年，沙尔姆境内共有各类住房2,549套，其中48.3%为独立式住宅，51.4%为集中式住宅。常住房屋占沙尔姆市镇范围内居民建筑总量的84.6%。
在住房保障政策方面，2022年，沙尔姆境内共有602户家庭获得了住房经济补助，受益人数占总人口数量的14.7%，其中586份为房租补助。

### 商业
2021年，沙尔姆境内共有各类实体商铺124家，其中餐厅17家、大型超市5家、面包房5家、肉铺3家、书店2家、银行门店5家、美容美发店11家、汽车维修店8家。沙尔姆镇中心建有Match和Lidl超市，市区南部则建有商业街区，有家E.Leclerc、Aldi、Bricomarché、Action等购物超市。

### 体育
2021年，沙尔姆境内共有1家游泳池、3间体育馆、4处网球场、4处足球或橄榄球场以及1处篮球或排球场。
截至2024年1月，沙尔姆境内共有两家注册足球俱乐部。沙尔姆体育俱乐部（CS Charmes，编号503589）是当地的代表性足球队，其主队孚日省足球联赛甲组（法国第九级别），其主场为莱沙尔莫特球场（Stade des Charmottes）。

### 环境
沙尔姆的环境事务由其所属的埃皮纳勒城市圈公共社区联合各级政府协调负责。2021年，沙尔姆境内共有1家污染企业。

### 治安
2021年，沙尔姆市镇范围内共有1处宪兵队。
沙尔姆及其附近的共111个市镇是勒米尔蒙国家宪兵队（zone gendarmerie de Remiremont）的管辖范围。2020年，该宪兵队累计记录各类案件2,969起，其中盗窃类案件1,384起，经济类案件419起，毒品交易类案件209起。

## 文化

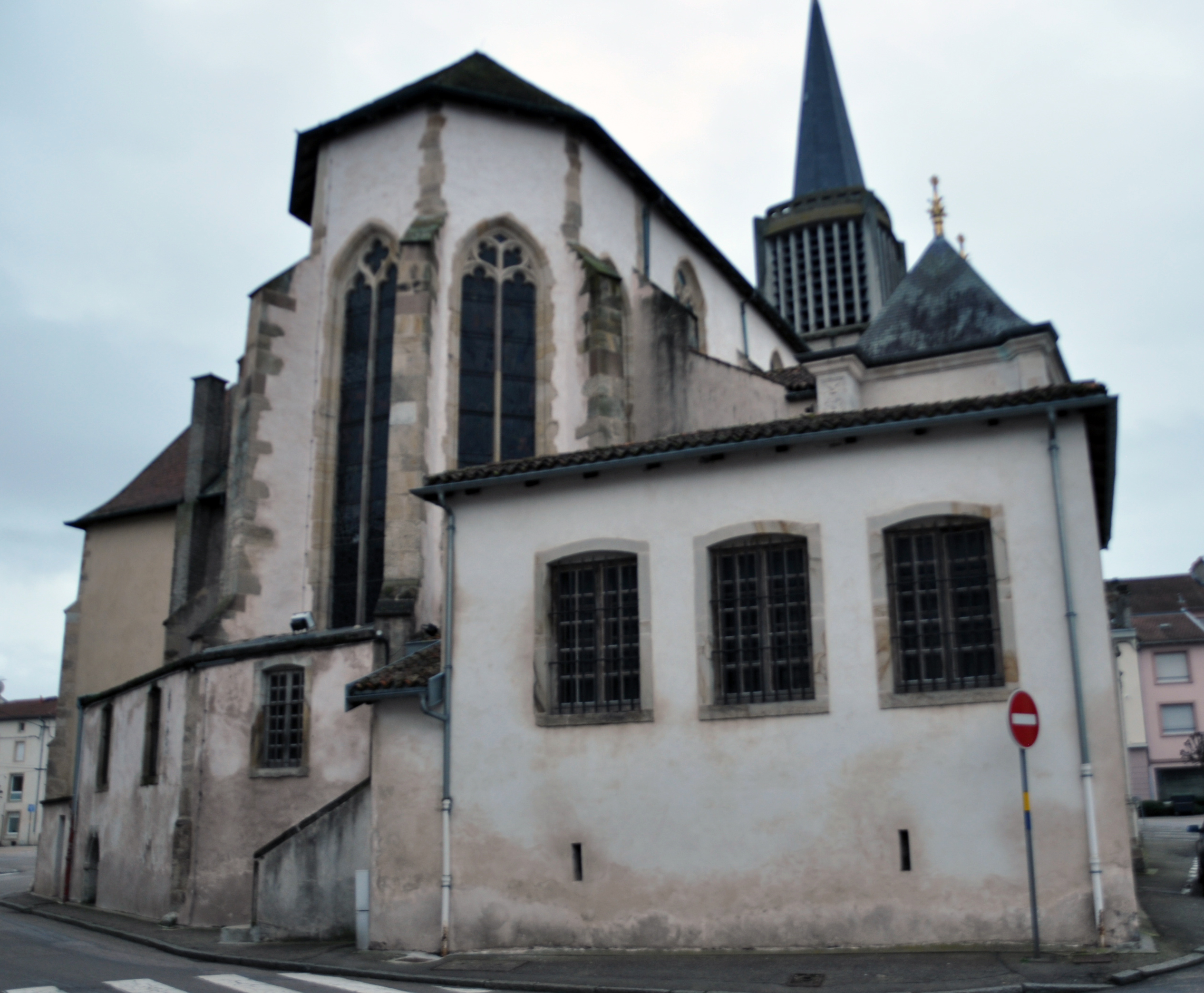
圣尼古拉教堂

2021年，沙尔姆境内暂无任何文化设施。沙尔姆境内建有书籍与文化馆（Maison du Livre et de la Culture），每周二至六向公众开放。

### 建筑
沙尔姆境内有多处历史建筑，其中圣尼古拉教堂为法国国家文物保护单位，恩赐圣母小教堂是当地的地标性建筑物。

### 旅游
沙尔姆的旅游事务由其所属的埃皮纳勒城市圈公共社区联合各级政府协调负责。2023年，沙尔姆境内共有1个露营地，可容纳共67辆露营车。

### 媒体
法国主要的媒体均可在沙尔姆接收，法国电视三台下属的大东部大区频道在部分时段播出沙尔姆所在孚日省的地方新闻。孚日电视台（Vosges TV）、蓝色法兰西南洛林广播、《孚日早报》、《百分百孚日》等为当地的主要地方性媒体。

## 相关人物
法国小说家莫里斯·巴雷斯出生于沙尔姆，当地镇中心的东西向主干道以其命名。法国足球教练格扎维埃·科兰亦出生于沙尔姆。

## 友好城市
截至2024年1月，沙尔姆共与一座城市建立了友好城市关系：
- 比利时 贝尔特里